# Todd-Klasse
Die Todd-Klasse ist eine Konstruktion aus der algebraischen Topologie der charakteristischen Klassen. Die Todd-Klasse eines Vektorbündels kann mit der Theorie der Chern-Klassen erklärt werden und existiert dort, wo diese existieren, besonders in der Differentialtopologie, der Theorie komplexer Mannigfaltigkeiten und in der algebraischen Geometrie. Grob gesagt wirkt sie wie eine reziproke Chern-Klasse beziehungsweise steht zu ihr in Beziehung wie ein Normalenbündel zu einem Konormalenbündel. Die Todd-Klasse spielt eine fundamentale Rolle in der Verallgemeinerung des Satzes von Riemann-Roch auf höhere Dimensionen, im Satz von Hirzebruch-Riemann-Roch oder Satz von Grothendieck-Hirzebruch-Riemann-Roch. 
Sie wird nach dem englischen Mathematiker John Arthur Todd benannt, der einen Spezialfall 1937 in die algebraische Geometrie einführte, vor der Definition der Chern-Klassen. Die geometrische Idee wird manchmal auch Todd-Eger-Klasse genannt, die allgemeine Definition in höheren Dimensionen stammt von Friedrich Hirzebruch (in seinem Buch Topologische Methoden der algebraischen Geometrie). 

## Definition
Um die Todd-Klasse {\displaystyle \operatorname {td} (E)} zu einem komplexen {\displaystyle n}-dimensionalen Vektorbündel {\displaystyle E} auf einem topologischen Raum {\displaystyle X} zu definieren, ist es meist möglich sich auf eine Whitney-Summe (das heißt direkte Summe)  von Geradenbündeln zu beschränken unter Verwendung einer allgemeinen Methode aus der Theorie charakteristischer Klassen, den Chern-Wurzeln. Man betrachte 
{\displaystyle {\begin{aligned}Q(x)=&{\frac {x}{1-e^{-x}}}=&\sum _{k=0}^{\infty }{\frac {B_{k}}{k!}}x^{k}=1+{\frac {1}{2}}x+{\frac {1}{12}}x^{2}+\ldots \end{aligned}}}
als formale Potenzreihe, wobei die Koeffizienten {\displaystyle B_{i}} die Bernoullizahlen (mit {\displaystyle B_{1}=+{\frac {1}{2}}}) sind. Falls {\displaystyle E} die {\displaystyle \alpha _{i}} als Chern-Wurzeln hat, ist 
{\displaystyle \operatorname {td} (E)=\prod _{i=1}^{n}Q(\alpha _{i})=\prod _{i=1}^{n}\sum _{k=0}^{\infty }{\frac {B_{k}}{k!}}\alpha _{i}^{k}\,,}
was im Kohomologiering von {\displaystyle X} berechnet wird (oder in seiner Vervollständigung, falls man unendlichdimensionale Mannigfaltigkeiten betrachtet). 
Die explizite Form der Todd-Klasse als formale Potenzreihe in den Chern-Klassen ist: 
{\displaystyle \operatorname {td} (E)=1+c_{1}\cdot {\frac {1}{2}}+(c_{1}^{2}+c_{2})\cdot {\frac {1}{12}}+c_{1}c_{2}\cdot {\frac {1}{24}}+\ldots \,,}
wobei die Kohomologieklassen {\displaystyle c_{i}} die Chern-Klassen von {\displaystyle E} sind und in der Kohomologiegruppe {\displaystyle H^{2i}(X)} liegen. Falls {\displaystyle X} endlichdimensional ist, verschwinden die meisten Terme und {\displaystyle \operatorname {td} (E)} ist ein Polynom in den Chern-Klassen.